# Simon Madden
Simon Madden (ur. 1 maja 1988 w Dublinie) – irlandzki piłkarz występujący najczęściej na pozycji prawego obrońcy. Obecnie gra w Dundalk.

## Kariera klubowa
Simon Madden w 2004 trafił do juniorskiej drużyny Leeds United. Do dorosłej kadry „The Whites” po raz pierwszy został powołany w 2006, kiedy to podpisał z Leeds profesjonalny kontrakt. W ekipie z Elland Road Madden zadebiutował 13 listopada 2007 w przegranym 1:2 spotkaniu przeciwko Bury w ramach rozgrywek Johnstone's Paint Trophy, kiedy to rozegrał pełne 90 minut. W kwietniu 2008 irlandzki piłkarz na testach w zespole Cheltenham Town, jednak „The Robins” nie zdecydowali się podpisać kontraktu z Maddenem. Pięć dni później działacze Leeds poinformowali, że zrezygnowali z usług Irlandczyka.
Madden pewien czas pozostawał bez klubu, aż trafił do Shamrock Rovers. W jego barwach zadebiutował 21 lipca 2008 w zremisowanym 1:1 spotkaniu przeciwko drużynie Pats. Po zakończeniu sezonu 2009 Madden został wolnym zawodnikiem. Na początku 2010 został graczem Darlington. Rozegrał dla niego 15 meczów w League Two, po czym odszedł do irlandzkiego Dundalk.

## Kariera reprezentacyjna
19 sierpnia 2008 w zremisowanym 1:1 meczu z Austrią Madden zadebiutował w reprezentacji Irlandii do lat 21. Następnie wystąpił również w pojedynkach przeciwko Bułgarii i Portugalii.